# Thomas Klestil

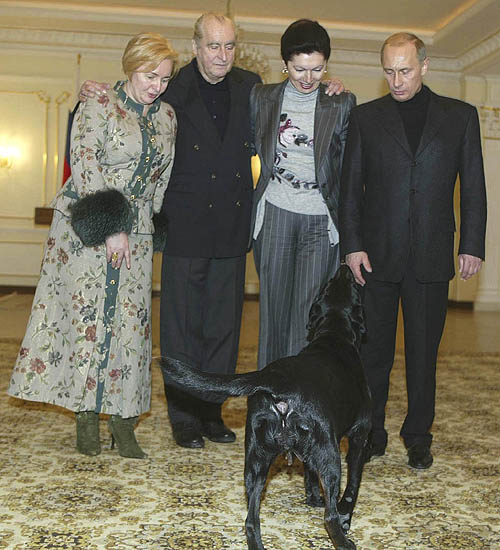
Klestil với Lyudmila Putina, vợ ông Margot Klestil-Löffler, Vladimir Putin và Koni, trong chuyến thăm Nga năm 2004.

Thomas Klestil (phát âm tiếng Đức: [ˈtoːmas ˈklɛstɪl] ⓘ; 4 tháng 11 năm 1932 – 6 tháng 7 năm 2004) là nhà ngoại giao và chính trị gia người Áo. Ông được bầu làm Tổng thống thứ 10 của Áo (Bundespräsident) năm 1992 (với 56.9% số phiếu phổ thông) và tái đắc cử vào năm 1998. Nhiệm kỳ thứ hai và cuối cùng của ông kết thúc vào 8 tháng 7 năm 2004, nhưng ông qua đời trước 2 ngày khi nhiệm kỳ kết thúc.